# Crosita
Crosita is een geslacht van kevers uit de familie bladkevers (Chrysomelidae).
De wetenschappelijke naam van het geslacht werd in 1860 gepubliceerd door Victor Ivanovitsch Motschulsky.

## Soorten
- Crosita bogutensis Lopatin, 1996
- Crosita brancuccii Daccordi, 1982
- Crosita salviae Germar, 1824